# Italochrysa vansoni
Italochrysa vansoni is een insect uit de familie van de gaasvliegen (Chrysopidae), die tot de orde netvleugeligen (Neuroptera) behoort. 
Italochrysa vansoni is voor het eerst wetenschappelijk beschreven door Tjeder in 1966.